# 4. ceremonia wręczenia nagród Gildii Aktorów Ekranowych
4. ceremonia wręczenia nagród Gildii Aktorów Ekranowych odbyła się 8 marca 1998 roku w Shrine Exposition Center w Los Angeles.

## Laureaci i nominowani
Laureaci nagrów wyróżnieni są wytłuszczeniem

### Produkcje kinowe

#### Wybitny występ aktora w roli pierwszoplanowej
- Jack Nicholson − Lepiej być nie może
  - Matt Damon − Buntownik z wyboru
  - Robert Duvall − Apostoł
  - Peter Fonda − Złoto Uleego
  - Dustin Hoffman − Fakty i akty

#### Wybitny występ aktorki w roli pierwszoplanowej
- Helen Hunt − Lepiej być nie może
  - Helena Bonham Carter − Miłość i śmierć w Wenecji
  - Judi Dench − Jej wysokość pani Brown
  - Pam Grier − Jackie Brown
  - Robin Wright Penn − Jak jej nie kochać
  - Kate Winslet − Titanic

#### Wybitny występ aktora w roli drugoplanowej
- Robin Williams − Buntownik z wyboru
  - Billy Connolly − Jej wysokość pani Brown
  - Anthony Hopkins − Amistad
  - Greg Kinnear − Lepiej być nie może
  - Burt Reynolds − Boogie Nights

#### Wybitny występ aktorki w roli drugoplanowej
- Kim Basinger − Tajemnice Los Angeles i Gloria Stuart − Titanic
  - Minnie Driver − Buntownik z wyboru
  - Alison Elliott − Miłość i śmierć w Wenecji
  - Julianne Moore − Boogie Nights

#### Wybitny występ zespołu aktorskiego w filmie kinowym
- Goło i wesoło
  - Boogie Nights
  - Buntownik z wyboru
  - Tajemnice Los Angeles
  - Titanic

### Produkcje telewizyjne

#### Wybitny występ aktora w miniserialu lub filmie telewizyjnym
- Gary Sinise − George Wallace
  - Jack Lemmon − Dwunastu gniewnych ludzi
  - Sidney Poitier − Mandela i de Klerk
  - Ving Rhames − Don King – król boksu
  - George C. Scott − Dwunastu gniewnych ludzi

#### Wybitny występ aktorki w miniserialu lub filmie telewizyjnym
- Alfre Woodard − Chłopcy panny Evers
  - Glenn Close − Przed zmierzchem
  - Faye Dunaway − The Twilight of the Gods
  - Sigourney Weaver − Śnieżka dla dorosłych
  - Mare Winningham − George Wallace

#### Wybitny występ aktora w serialu dramatycznym
- Anthony Edwards − Ostry dyżur
  - David Duchovny − Z Archiwum X
  - Dennis Franz − Nowojorscy gliniarze
  - Jimmy Smits − Nowojorscy gliniarze
  - Sam Waterston − Prawo i porządek

#### Wybitny występ aktorki w serialu dramatycznym
- Julianna Margulies − Ostry dyżur
  - Gillian Anderson − Z Archiwum X
  - Kim Delaney − Nowojorscy gliniarze
  - Christine Lahti − Szpital Dobrej Nadziei
  - Delia Reese − Dotyk anioła

#### Wybitny występ aktora w serialu komediowym
- John Lithgow − Trzecia planeta od Słońca
  - Jason Alexander − Kroniki Seinfelda
  - Kelsey Grammer − Frasier
  - David Hyde Pierce − Frasier
  - Michael Richards − Kroniki Seinfelda

#### Wybitny występ aktorki w serialu komediowym
- Julia Louis-Dreyfus − Kroniki Seinfelda
  - Kirstie Alley − Sekrety Weroniki
  - Ellen DeGeneres − Ellen
  - Calista Flockhart − Ally McBeal
  - Helen Hunt − Szaleję za tobą

#### Wybitny występ zespołu aktorskiego w serialu dramatycznym
- Ostry dyżur
  - Szpital Dobrej Nadziei
  - Prawo i porządek
  - Nowojorscy gliniarze
  - Z Archiwum X

#### Wybitny występ zespołu aktorskiego w serialu komediowym
- Kroniki Seinfelda
  - Trzecia planeta od Słońca
  - Ally McBeal
  - Frasier
  - Szaleję za tobą

### Nagroda za osiągnięcia życia
- Elizabeth Taylor